# Jan Mertens (Radsportler)
Jan Mertens (* 2. März 1904 in Hoboken (Antwerpen); † 21. Juni 1964 ebenda) war ein belgischer Radrennfahrer.

## Sportliche Laufbahn
Mertens war im Straßenradsport und im Querfeldeinrennen (heutige Bezeichnung Cyclocross) aktiv. Von 1925 bis 1930 war er Unabhängiger und Berufsfahrer. Sein bedeutendster Sieg war der Gewinn der Flandern-Rundfahrt 1928 vor August Mortelmans, 1929 wurde er Vierter. 1924 gewann er das Rennen Brüssel–Luxemburg–Mondorf, 1926 das Rennen Schaal Sels, 1927 eine Etappe in der Belgien-Rundfahrt. 
Dritter wurde er 1922 bei Binche–Tournai–Binche, 1924 in der nationalen Meisterschaft der Unabhängigen im  Straßenrennen, 1925 in der Belgien-Rundfahrt der Unabhängigen und im Kampioenschap van Vlaanderen sowie 1928 im Scheldeprijs. Die Tour de France bestritt Mertens dreimal. 1926 wurde er 26., 1928 4. und 1930 15. der Gesamtwertung. Im Querfeldeinrennen wurde er 1930 Dritter der nationalen Meisterschaft.